# Звёздная пыль (фильм, 2007)
«Звёздная пыль» (англ. Stardust) — американо-британский художественный фильм в жанре фэнтези, экранизация одноимённого романа Нила Геймана. Фильм был снят Мэттью Воном при поддержке кинокомпании Paramount Pictures и вышел на экраны в 2007 году.
Текст от автора читает Иэн Маккеллен, а главные роли исполняют Чарли Кокс и Клэр Дэйнс. В 2008 году фильм выиграл премию «Хьюго» за лучшую постановку. Фильм был очень хорошо принят критикaми.

## Сюжет
Маленькая английская деревенька, известная под названием «Застенье», отделена древней стеной от сверхъестественной параллельной вселенной Штормхолда, где царят магия и волшебство. Мужчина по имени Данстан Торн отправляется за стену, где обнаруживает магический город. Там он встречает женщину, которую зовут Уна. Она находится в плену у ведьмы-торговки и прислуживает ей. Данстан влюбляется в неё, покупает у неё стеклянный цветок и проводит с ней ночь, после чего возвращается домой, так и не узнав, что Уна — похищенная принцесса.
Через 9 месяцев Данстану приносят мальчика и записку, в которой написано, что его зовут Тристан Торн, а его отец — Данстан. Повзрослев и ничего не подозревая о своём происхождении, Тристан опрометчиво обещает Виктории Форестер — самой красивой девушке в Застенье, на которой он очень хочет жениться, что принесёт ей упавшую с неба звезду, приземлившуюся по ту сторону стены. В это же время умирает король Штормхолда, и из семи его сыновей в живых остались только четыре.
В присутствии отца и с его согласия принц Септимус выбрасывает своего брата Секундуса из окна. Король говорит, что его наследником станет тот, кто вернёт цвет королевскому рубину, и умирает. Улетевший в небо рубин сбивает звезду. Данстан решает рассказать сыну о том, кем была его мать. Тристан хочет встретиться с ней, для чего использует вавилонскую свечу, которую мать завещала ему. Эта свеча была предназначена для того, чтобы Тристан смог встретиться со своей матерью, но в момент её зажжения он случайно подумал об упавшей звезде.
Перенесясь к звезде, Тристан с удивлением обнаруживает, что это была девушка. Он решает отвести звезду, чьё имя Ивейн, к своей возлюбленной, пообещав ей отдать за это вторую половину свечи, чтобы та могла после встречи с Викторией вернуться домой, на небо. Но их планы нарушают три старых ведьмы — Ламия, Мормо и Эмпуса. Узнав о звезде, все трое собрались съесть её сердце, чтобы вновь стать молодыми.
Помимо ведьм, в путь отправляются два принца, братья матери Тристана, Праймус и Септимус. Они ищут Рубин Власти, который по стечению обстоятельств оказался на шее у Ивейн. Кто первый из королевского рода наденет этот камень, тот и станет законным королём. По пути Ламия успевает приобрести козла для своей повозки, превратить в козла деревенского парня Бернарда и наложить заклятие на Сточную Сэл, колдунью, накормившую её зайчатиной с приправой, в которую входит трава с эффектом «сыворотки правды».
По пути в Застенье Тристан привязывает Ивейн, привыкшую спать днём, к дереву. Позже её освобождает единорог. Тем временем Ламия превращает свою повозку в постоялый двор, заманивая Ивейн в ловушку. Другие звёзды сообщают Тристану о том, что Ивейн направляется в ловушку, и он натыкается на Праймуса. Принц берёт Тристана в спутники и прибывает к трактиру как раз в тот момент, когда ведьма готовится вырезать сердце Звезде. Ведьма пытается отравить незваных гостей посредством вина, но Праймус отказывается пить это вино, а Тристана вовремя останавливает единорог.
Ламия убивает Праймуса, перерезав ему горло, и он присоединяется к своим покойным пяти братьям, которые остаются призраками до тех пор, пока не появится новый король. Чтобы спастись, Ивейн и Тристану приходится истратить остаток вавилонской свечи. Они попадают на воздушный корабль, собирающий молнии в грозу. Капитан Шекспир, главарь воздушных пиратов, имеет репутацию сурового человека, отличающегося жёсткостью, но на самом деле он оказывается весьма добродушным.
В присутствии команды Шекспир выкидывает манекен в одежде Тристана, а Ивейн оставляет себе. Затем он выдаёт преображённого Тристана за своего племянника. За время их путешествия капитан Шекспир обучает Ивейн танцам и игре на фортепиано, а Тристана учит драться клинковым оружием. Звезда постепенно влюбляется в своего спутника.
Сойдя на землю, Тристан с Ивейн пытаются добраться до города около стены. По пути они встречают колдунью по прозвищу Сточная Сэл, которая соглашается подвезти Тристана к стене, потребовав взамен стеклянный цветок, который Тристану передал отец. Цветок оказывается оберегом, и Тристан добирается до стены в обличье мыши. Ивейн же колдунья не замечает из-за заклятья Ламии.
По пути к стене Ивейн признаётся Тристану в любви, не осознавая, что он понимает её. В городке у стены Тристан, снова став человеком, говорит Ивейн, что её чувства взаимны. Они проводят вместе ночь в гостинице «Прирезанный принц», но Тристан помнит о своём обещании. Он решает быстро отнести прядь её волос Виктории Форестер и вернуться к Ивейн, чтобы провести с ней остаток своих дней.
Проснувшись, Ивейн решает, что Тристан одурачил её, и, не замечая ничего вокруг, идёт к стене. Тристан, увидев, что прядь волос звезды превратилась в пыль, когда он перешёл через стену, возвращается обратно. Он понимает, что если Ивейн тоже перейдёт через стену, то с ней произойдёт то же самое, что и с прядью её волос. Тем временем Ламия убивает Сточную Сэл, похищает звезду и везёт её в свой замок. Тристан, забрав из фургона колдуньи стеклянный цветок, объединяется с последним оставшимся в живых принцем Септимусом, чтобы спасти Ивейн.
В замке Септимус погибает, покончив с Эмпусой, а Тристан находит свою мать и убивает Мормо. Обняв Тристана, Ивейн побеждает Ламию своим сиянием. Выясняется, что Тристан — последний из наследников трона Штормхолда. Он становится королём Штормхолда, а Ивейн — королевой. Они царствуют в течение 80 лет. После того, как их дети и внуки вырастают, Тристан и Ивейн зажигают вавилонскую свечу и отправляются на небеса в виде двух звёзд, где они всегда будут вместе.

## В ролях
- Чарли Кокс — Тристан Торн
- Клэр Дэйнс — Ивейн, упавшая звезда
- Мишель Пфайффер — Ламия, королева ведьм
- Роберт Де Ниро — Шекспир, знаменитый пират и капитан корабля «Каспартина»
- Джейсон Флеминг — принц Праймус, королевский первенец
- Руперт Эверетт — Секундус
- Марк Хип — Терциус
- Джулиан Райнд-Татт — Квартус
- Адам Бакстон — Квинтус
- Дэвид Уолльямс — Секстус
- Марк Стронг — Септимус
- Кейт Магоуэн[англ.] — рабыня/принцесса Уна, мать Тристана
- Сиенна Миллер — Виктория Форестер, возлюбленная Тристана
- Натаниель Паркер — Данстан Торн, отец Тристана
  - Бен Барнс — Данстан в юности
- Питер О’Тул — король Штормхолда
- Иэн Маккеллен — рассказчик
- Дэвид Келли — привратник
- Мэлани Хилл — Сточная Сэл, колдунья
- Бимбо Харт — молодой учёный
- Аластер Макинтош — викторианский академик
- Генри Кавилл — Хамфри Мандэй, жених Виктории
- Дарби Хокер — недовольный клиент
- Фрэнк Эллис — мистер Мандэй
- Струан Роджер — епископ
- Сара Александер — Эмпуса, ведьма и сестра Ламии
- Джоанна Скэнлан — Мормо, вторая сестра Ламии
- Джордж Иннес — прорицатель
- Джейк Каррен — Бернард, хозяин козла
  - Оливия Грант — дочь трактирщика, в которую превратился Бернард
- Грэнт Бёрджин — лакей
- Марк Уильямс — Билли, козёл, превращённый Ламией в трактирщика
- Элиот Самнер — Ингрид, сестра Ивейн (в титрах как «Коко Самнер»)
- Декстер Флетчер — тощий пират
- Терри Мёрфи — старый пират
- Рики Джервейс — Фердинанд, торговец
- Джефф Белл — портье
- Марк Бёрнс[англ.] — новый епископ
- Рэб Аффлек — 1-й пират
- Карлос Перес — 2-й пират (в титрах как «Карлос Бесс Перес»)
- Элвин Дэвид — 3-й пират (в титрах как «Колун»)
- Адам Фогерти — 4-й пират
- Джордан Лонг — 5-й пират
- Спенсер Уайлдинг — 6-й пират

## Факты
- Сказочная новелла Нила Геймана была впервые опубликована в 1997 году в издательстве DC Comics в виде минисерии комиксов с иллюстрациями Чарльза Весса. Отдельным изданием «Звёздная пыль» вышла через год.
- Имена главных героев (Тристан и Ивейн) взяты у персонажей средневекового эпоса о короле Артуре и рыцарях Круглого стола.
- Сёстры-ведьмы Ламия, Эмпуса и Мормо названы так в честь демониц из свиты Гекаты. В книге их имена не упоминаются, а автор называет всех троих сёстрами Лилим.
- Имена принцев (Праймус, Секундус и т. д.) — римские имена, означающие «первый», «второй», «третий» и т. д. Имя принцессы Уны в переводе с итальянского значит «единственная».
- Название корабля капитана Шекспира «Каспартина» — контаминация имён детей режиссёра Мэтью Вона, Каспара и Клементины. Такое же название носит подводная лодка в другом фильме Мэтью Вона — «Люди Икс: Первый класс».
- Когда ведьма Ламия расправляется с Септимусом, она использует куклу вуду.

## Рецензии
- Гаврилова М. «Звёздная пыль»: Хроники падающей звезды // КиноКадр. Ру (12 августа 2007 г.) Архивная копия от 13 сентября 2008 на Wayback Machine. — 11.09.2008.
- Лященко В. «Звёздная пыль» (рецензия) // «Афиша» (16 августа 2007 г.) Архивная копия от 25 сентября 2008 на Wayback Machine. — 11.09.2008.
- Шорохова Т. В гостях у сказки (рецензия на фильм «Звёздная пыль») // ФилмЗ.ру (10 августа 2007 г.) Архивная копия от 1 июня 2008 на Wayback Machine. — 11.09.2008.
- Экслер А. Фэнтези «Звёздная пыль» (Stardust) // Рецензии Алекса Экслера (13 августа 2007 г.) Архивная копия от 24 сентября 2008 на Wayback Machine. — 11.09.2008.